# Тиннункуліт
Тиннункуліт — це природна форма дигідрату сечової кислоти, органічний мінерал. Назва тиннункуліт походить від біноміальної назви боривітера «Falco tinnunculus», яка сама по собі походить від латинського слова tinnunculus, що означає «пустельга», від tinnulus, що означає «пронизливий».
Мінерал являє собою дигідрат урикіту, на який він візуально дуже схожий. Тиннункуліт хімічно (але не структурно) схожий на інші органічні мінерали: гуанін, урикіт; також ацетамід, кладноїт.
Оригінальний опис стосувався матеріалу, що утворився в результаті реакції гарячих газів від палаючого вугільного відвалу з екскрементами Falco tinnunculus. Він був відхилений IMA через антропогенне походження (палаючий вугільний відвал), проте пізніше було знайдено природний матеріал, і назва була збережена.
Мінерал виявлений в рамках проєкту Carbon Mineral Challenge.

## Місця знаходження
Росія: гора Расвумчорр, гірський масив Хібіни, Кольський півострів, Мурманська область, Північний регіон.

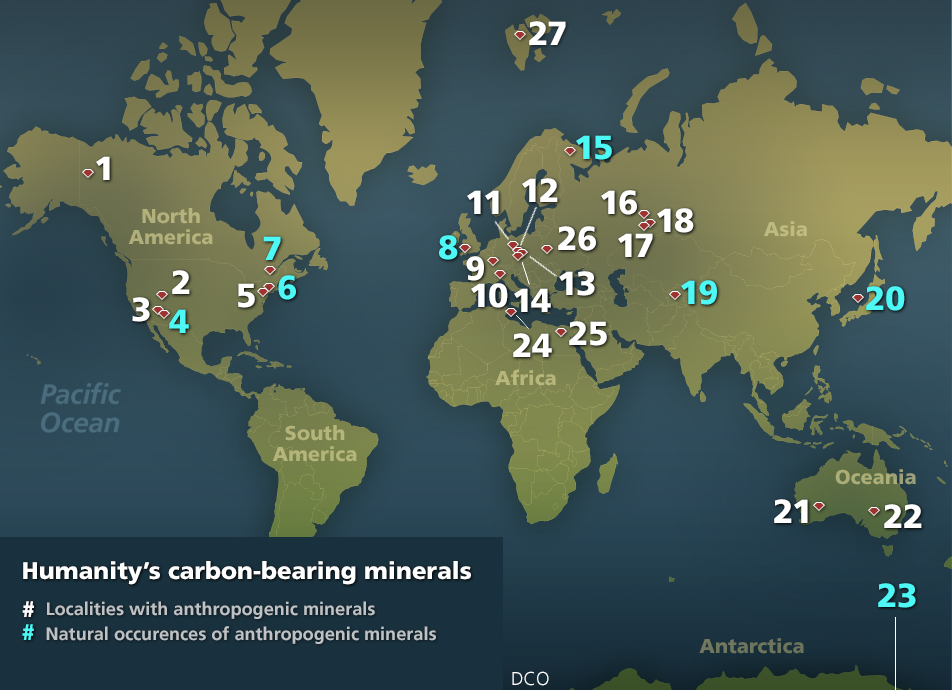
Місце знаходження тиннункуліту позначене на карті номером 15